# Scaevola hookeri
Scaevola hookeri är en tvåhjärtbladig växtart som först beskrevs av Vriese, och fick sitt nu gällande namn av J. D. Hook. Scaevola hookeri ingår i släktet Scaevola och familjen Goodeniaceae. Inga underarter finns listade i Catalogue of Life.